# Ernostyx dasys
Ernostyx dasys är en mångfotingart som beskrevs av Chamberlin 1941. Ernostyx dasys ingår i släktet Ernostyx och familjen Platyrhacidae. Inga underarter finns listade i Catalogue of Life.